# 大塚勤
大塚 勤（おおつか つとむ、1944年1月 - ）は、日本の映画プロデューサー、実業家。エイアンドジー顧問プロデューサー、國學院大學院友経済会会長、湘南出版白扇会メンバー。

## 経歴
1966年に國學院大學政経学部国際経済学科（74期）を卒業。1967年4月に所属会社の合併に伴い徳間書店に入社。加藤博之常務の大映移籍後に取締役映像事業局長、更に加藤の後任だった尾形英夫常務が1994年に退社しアニメの統括プロデューサーとなる。その後海外事業局長を経て、1997年12月にディレクTV放送の為設立された子会社である徳間デジタル放送（後のスーパーデジタル放送）代表取締役社長に就任。2000年8月28日にエイアンドジーを設立。

## 代表作
| 公開年 | 公開年  | 作品名                          | 制作（配給）                                                              | 役職                         |
| ------ | ------- | ------------------------------- | ------------------------------------------------------------------------- | ---------------------------- |
| 1984年 | 3月11日 | 風の谷のナウシカ                | 徳間書店 博報堂 トップクラフト （東映）                                   | 実行委員                     |
| 1986年 | 3月15日 | アリオン                        | 徳間書店 博報堂 丸紅 日本サンライズ （東宝）                              |                              |
| 1986年 | 8月2日  | 天空の城ラピュタ                | 徳間書店 スタジオジブリ （東映）                                          |                              |
| 1988年 | 2月6日  | 銀河英雄伝説 わが征くは星の大海 | 徳間書店 徳間ジャパン キティ・フィルム マッドハウス アートランド （東映） |                              |
| 1988年 | 4月16日 | となりのトトロ                  | 徳間書店 スタジオジブリ （東宝）                                          |                              |
| 1994年 | 7月16日 | 平成狸合戦ぽんぽこ              | 徳間書店 日本テレビ 博報堂 スタジオジブリ （東宝）                        |                              |
| 1995年 | 7月15日 | 耳をすませば                    | 徳間書店 日本テレビ 博報堂 スタジオジブリ （東宝）                        | エグゼクティブプロデューサー |
| 1995年 | 7月15日 | On Your Mark〜ジブリ実験劇場    | 徳間書店 日本テレビ 博報堂 スタジオジブリ （東宝）                        | エグゼクティブプロデューサー |
| 1997年 | 7月12日 | もののけ姫                      | 徳間書店 日本テレビ 電通 スタジオジブリ （東宝）                          | エグゼクティブプロデューサー |